# Exocomète
Pour un article plus général, voir comète.

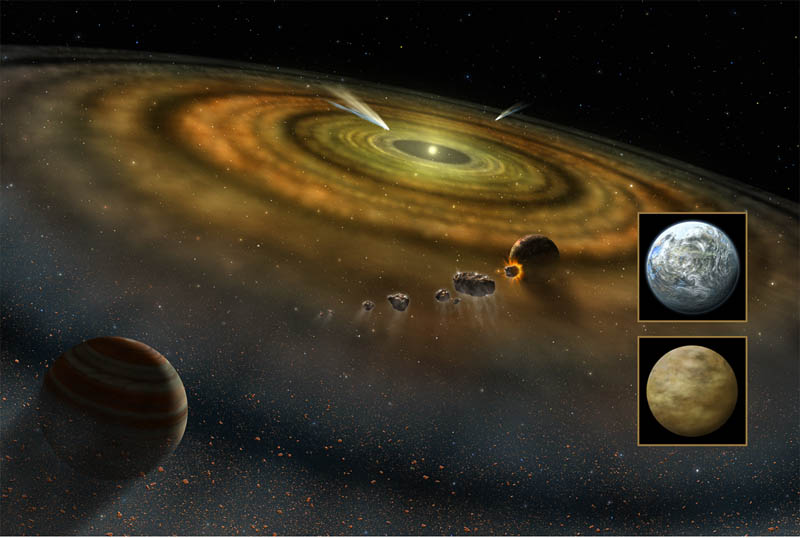
Comètes et planètes en formation autour Beta Pictoris, une très jeune étoile blanche de la séquence principale (Vue d'artiste de la NASA).

Une exocomète ou comète extrasolaire est une comète en orbite autour d'une étoile et située en dehors de notre Système solaire.
En 2019, on compte un total de treize étoiles autour desquelles la présence d'exocomètes a été observée ou suspectée, soit par spectroscopie ,,,, soit par photométrie,,.

## Historique
Le premier système d'exocomètes fut détecté autour de Beta Pictoris, une très jeune étoile de type A V. Sa découverte a été annoncée en octobre 1987,. 

## Méthode de détection

### Par spectroscopie
Les exocomètes sont détectées par spectroscopie lorsqu'elles passent devant leur étoile. En effet, les transits des exocomètes, à l'instar des transits d'exoplanètes, produisent des variations dans la lumière reçue de l'étoile. Les variations sont observées dans les raies d'absorption du spectre stellaire : l'occultation de l'étoile par le nuage de gaz émanant d'une exocomète produit une absorption supplémentaire dans des raies caractéristiques comme celles du calcium ionisé. Ce gaz est issu de l'évaporation des volatils et des poussières éjectés du noyau cométaire qui est chauffé lorsque celui-ci est à proximité de l'étoile.
Toutes les exocomètes détectées par spectroscopie, l'ont été autour de onze très jeunes étoiles de type A.— Beta Pictoris, HR10, 51 Ophiuchi, HR 2174, 49 Ceti, 5 Vulpeculae (en), 2 Andromedae, HD 21620, HD 42111 (it), HD 110411, et, plus récemment, HD 172555 —

### Par photométrie
Plus récemment des exocomètes ont été détectées par photométrie de haute précision avec les observatoire spatiaux Kepler et TESS,,. Dans ce cas, les variations dans la lumière reçue de l'étoile sont produites par le passage devant l'étoile de la queue de poussières qui s'échappent du noyau cométaire. Ainsi un chapelet de comètes pourrait expliquer les variations de luminosité de l'étoile KIC 8462852 . Six transits d'exocomètes ont été détectés devant l'étoile de type F2V nommée KIC 3542116. Enfin, l'observatoire TESS a permis la détection en 2018 du passage de 3 exocomètes devant l'étoile Beta Pictoris. Ces dernières observations ont montré que la courbe de lumière d'une étoile devant laquelle passe une exocomète a une forme triangulaire arrondie, correspondant exactement aux prédictions réalisées 20 ans auparavant à l'aide de simulations numériques,.

## Observations
Les observations des comètes, et en particulier des exocomètes, fournissent des éléments importants pour la compréhension de la formation des planètes. En effet, dans le modèle standard de formation des planètes par accrétion, les planètes sont le produit de l'agglomération de planétésimaux, eux-mêmes issus de la coalescence des poussières du disque protoplanétaire qui entourait l'étoile peu après sa formation. Ainsi, les comètes sont les résidus des planétésimaux riches en volatils qui sont restés dans le système planétaire sans être incorporés dans les planètes ; elles sont considérées comme les témoins fossilisés des conditions physico-chimiques qui régnaient à l'époque la formation des planètes.
La première étude statistique d'un système d'exocomètes — celui de Beta Pictoris — a été publiée en octobre 2014. Elle a mis en évidence l'existence de deux familles de comètes : la première est composée de comètes en résonance orbitale de moyen mouvement avec une planète massive du système planétaire de Beta Pictoris ; la seconde, de comètes issues de la fragmentation récente d'un ou plusieurs objets.